# Iolaus iasis
Iolaus iasis е вид пеперуда от семейство Синевки (Lycaenidae). Видът не е застрашен от изчезване.

## Разпространение и местообитание
Разпространен е в Ангола, Буркина Фасо, Габон, Гамбия, Гана, Гвинея, Демократична република Конго, Екваториална Гвинея, Камерун, Кения, Кот д'Ивоар, Либерия, Нигерия, Сенегал, Сиера Леоне, Того, Уганда и Централноафриканска република.
Обитава гористи местности, савани, крайбрежия, плажове и плантации.